# Peste de Hong Kong de 1894
La peste de Hong Kong de 1894, parte de la tercera pandemia de peste, fue un brote importante de la peste bubónica en Hong Kong. Si bien la peste fue más dura en 1894, regresó anualmente entre 1895 y 1929, y mató a más de 20 000 en total, con una tasa de mortalidad de más del 93%. La plaga fue un importante punto de inflexión en la historia de la Hong Kong colonial, ya que obligó al gobierno colonial a reexaminar su política hacia la comunidad china e invertir en el bienestar de los chinos.

## Orígenes
Se cree que la pandemia se originó en Yunnan, China, que vio un brote ya en 1792, en 1855 y de nuevo entre 1866 y 1867. Un brote en la ciudad vecina de Guangzhou a partir de enero de 1894 mató a 80 000 personas. A partir de marzo de 1894, científicos y médicos británicos en Hong Kong se dieron cuenta del brote en China. A finales de abril, el gobierno de Hong Kong solicitó al Dr. Alexander Rennie, cirujano consular de Cantón, que informara sobre la enfermedad. Rennie lo identificó como la peste bubónica, pero dijo que no sería particularmente contagioso excepto para aquellos que viven en la suciedad, mala ventilación, y con un suministro de agua deficiente.
La propagación a Hong Kong desde Guangdong se aceleró por el movimiento sin restricciones de trabajadores y barcos hacia Hong Kong. El brote también coincidió con la sustitución de juncos por buques de vapor, lo que hizo que los viajes entre los puertos infectados fuera más rápido y conveniente, y el regreso de los chinos que celebraban el Festival Qingming de Guangzhou a Hong Kong. El 2 de marzo de 1894, se llevó a cabo una gran procesión china en Hong Kong, que implicó la llegada de 40 000 coolies desde Cantón.

### Condiciones de vida de los chinos
El distrito de Taipingshan, de mayoría china, donde aparecieron los primeros casos se caracterizó por tener mala ventilación, drenaje y servicios sanitarios, y estaba superpoblado. En 1880, El cirujano colonial Dr. Philip Burnard Chenery Ayres informó que, mientras investigaba las condiciones sanitarias de los chinos, "muchas y muchas veces he salido de las casas a vomitar en la calle, a pesar de usar fuertes olores y esencias para prevenirlo", y advirtió que "mientras este estado de cosas continúa, corremos el peligro de ser visitados en cualquier momento por alguna epidemia temerosa, y no creo que la autoridad sanitaria más avanzada en casa combata esta opinión".
En 1881, el Comisario Real Osbert Chadwick fue enviado a Hong Kong para investigar la situación de saneamiento de Hong Kong. Chadwick propuso mejoras en el sistema de drenaje, suministro de agua y eliminación de suelo nocturno, que esperaba implementar "sin esperar a que la necesidad se demostrara por la lógica irresistible de una epidemia severa". Sus recomendaciones no fueron atendidas, salvo la creación de la Junta de Sanidad.
El verano de 1894, Hong Kong venía sufriendo de un período seco, que no lavó la habitual basura de la casa que se acumulaba en las calles. Esto ayudó al crecimiento de ratas y pulgas, y se piensa que habría acelerado la propagación de la peste.

## Expansión en Hong Kong

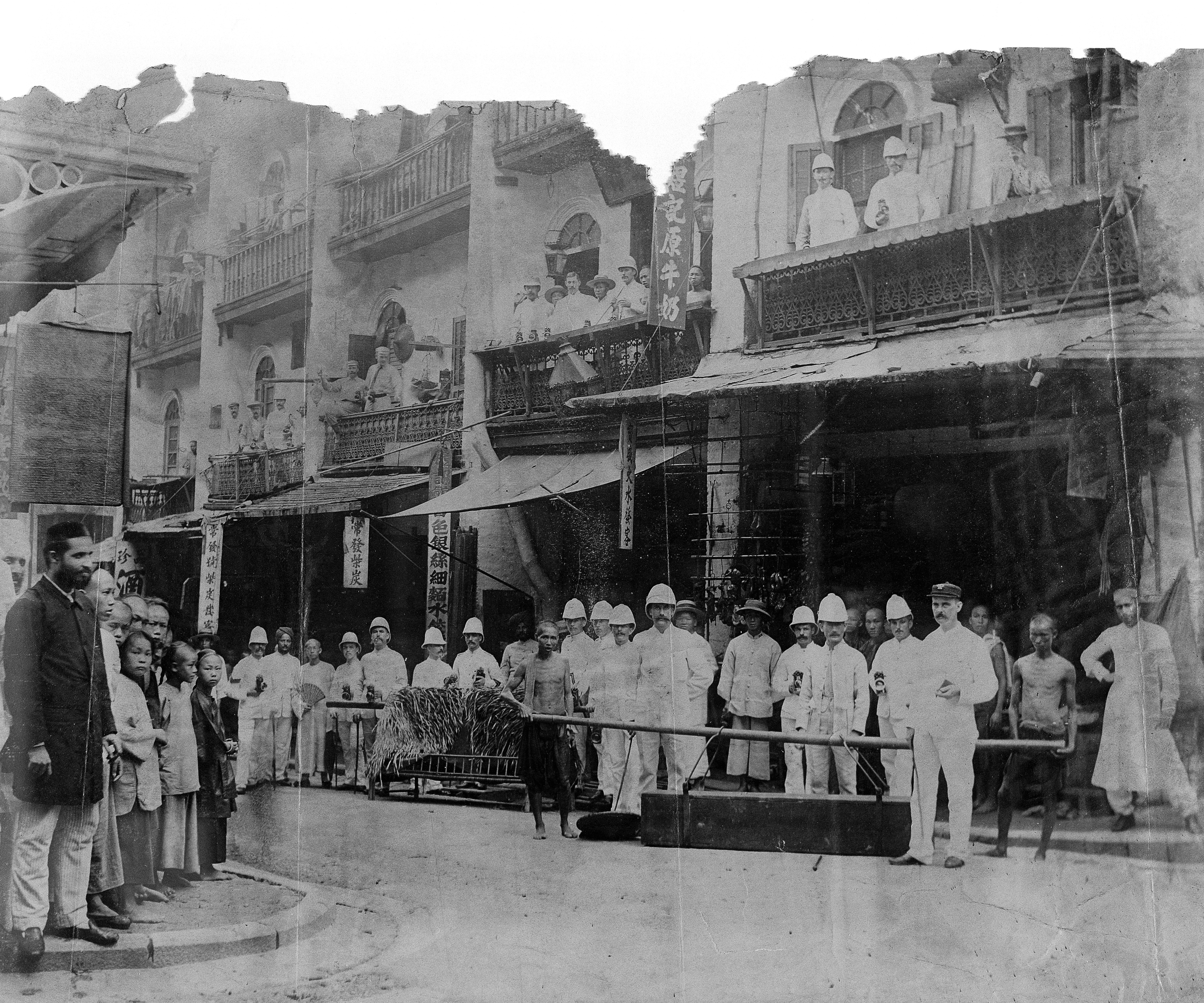
Soldados limpiando casas de peste posando con un ataúd

El primer caso fue descubierto por el médico escocés James Alfred Lowson, superintendente interino del Hospital Civil del Gobierno, el 8 de mayo de 1894. El paciente, llamado "A. Hung", era un niño de barrio, presumiblemente trabajando en el Hospital Civil del Gobierno. "A. Hung" murió 5 días después. El 10 de mayo de 1894, la ciudad fue declarada puerto infectado. El mismo día, se convocó una reunión de la Junta de Sanidad. La Junta Sanitaria estaba encabezada por James Stewart Lockhart. En la reunión, Lowson abogó por una fuerte política de cuarentena, incluida la expulsión de los chinos de sus casas. Algunos miembros de la Junta, incluido el Dr. Kai Ho, expresaron su preocupación de que la política ofendiera a los chinos y de que los chinos se negaran a cumplir con esas políticas gubernamentales. La Junta Sanitaria optó por seguir los consejos de Lowson.
El 12 de mayo se formó un Comité Permanente para hacer cumplir las medidas de cuarentena. El comité fue presidido por J. J. Francis e incluyó al comisario Francis Henry May y Ayres. Lowson recibió cargos de facto para contener y combatir la peste.

### La brigada blanquiazul
El 11 de mayo se aprobó una legislación para hacer obligatoria la notificación de los casos y permitir a las autoridades entrar en las casas para buscar y remover a las personas infectadas en busca de aislamiento. Inspección casa por casa y desinfección realizada por la guarnición local, la Infantería Ligera de Shropshire. El equipo de inspección y desinfección era conocido como la "Brigada de Blanqueo", compuesta por alrededor de 300 hombres y 8 oficiales.
Durante una inspección, a los ocupantes se les dio ropa nueva, y se les envió a alojamientos temporales en barcos chinos anclados en la isla Stonecutters o a edificios contratados por el gobierno, incluidos los hospitales Alice Memorial y Nethersole. Su propia ropa y telas en la casa serían enviadas a una estación de desinfección de vapor. La casa fue rociada con una solución de percloruro de mercurio o fumigada por cloro, el suelo y los muebles limpiados con Jeyes Fluid y las paredes lavadas con cal ("blanqueamiento"). Los artículos domésticos sospechosos de estar contaminados fueron quemados.
Los miembros del regimiento de Shropshire se convirtieron en los primeros europeos afectados por la peste. Al menos un oficial murió a causa de la enfermedad.

### Enfrentamientos con la comunidad china

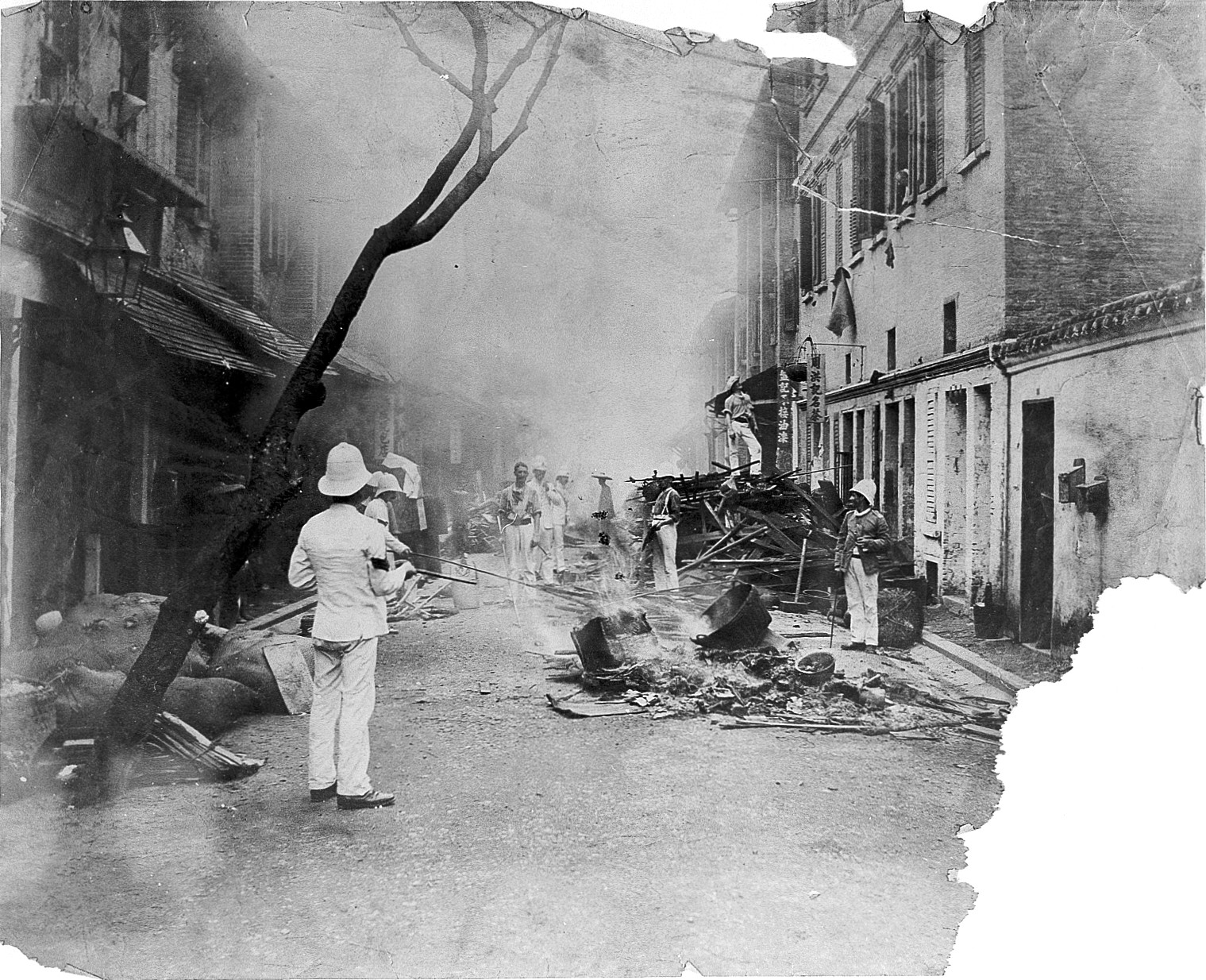
Soldados quemando artículos para el hogar

En ese momento, los residentes chinos de Hong Kong tenían una profunda desconfianza por la ciencia médica occidental, lo que dificultaba la contención de la plaga. La desconfianza se vio exacerbada por un trato ineficaz y políticas altamente intrusivas por parte del gobierno colonial. Los chinos ocultarían a sus enfermos a las autoridades, y los cuerpos infectados serían expulsados por la noche para evitar ser detectados. La práctica occidental de usar hielo para enfriar una fiebre fue rechazada por los chinos, que consideraban que el frío extremo era perjudicial para el cuerpo. Los entierros rápidos y apresurados realizados por el gobierno, con los cuerpos cubiertos de óxido de calcio, también fueron ofensivos para los chinos. En 1903, el gobierno tuvo que reembolsar el costo de la ropa desinfectada a los chinos, ya que no les había gustado el olor a desinfectante.
La inspección casa por casa fue especialmente resistida por la comunidad china. Las damas chinas eran a regañadientes para dejar que extraños, y mucho menos extranjeros, entraran en sus boudoir. Surgieron rumores de soldados británicos que buscaban violar a mujeres chinas. En un caso, el 19 de mayo, la Brigada blanquiazul fue apedreada con piedras, ladrillos y basura. En otro caso, alrededor de 100 mujeres, familiares de los fallecidos, organizaron una reunión en el Hospital Tung Wah, donde lloraron y lloraron contra los líderes comunitarios y la administración hospitalaria. El gobierno respondió a la reunión prohibiendo a los buscadores entrar en los hogares chinos sin permiso, y permitiendo a los pacientes elegir el tratamiento chino en los hospitales chinos. Los miembros de la comunidad china continuaron solicitando al gobernador William Robinson que detuviera por completo las operaciones de limpieza y que permitiera a los pacientes viajar a China para buscar tratamiento. Robinson inicialmente se negó, pero cuando los grandes hongs amenazaron con que su personal dejara sus puestos, Robinson permitió que los pacientes viajaran a Guangzhou para recibir tratamiento, y los cadáveres fueran transportados allí para entierros. Sin embargo, las operaciones de blanqueo continuaron.
Como resultado, se lanzó una campaña de carteles antigubernamentales en Cantón y Hong Kong. Esto encendió más rumores contra los médicos ingleses, que se decía que estaban haciendo medicinas con los cuerpos de las víctimas de la peste. Robinson respondió trasladando el cañonero HMS Tweed a Taipingshan y ofreciendo una recompensa por información que condujera a la detención de los distribuidores de carteles. También se pidió al virrey Li Hanzhang, de Cantón, que hiciera una declaración para negar los rumores. Sin embargo, estos esfuerzos resultaron ineficaces para generar confianza entre las comunidades occidental y china. El blanqueamiento sólo pudo continuar después de una gran persuasión y explicación tanto por parte del gobierno como de algunos miembros estimados de la comunidad china. Después de un tiempo, las operaciones fueron suspendidas.

### Hospitales temporales
Los hospitales establecidos alrededor de las principales áreas del brote sólo aceptarían pacientes sospechosos para observación. Una vez que aparecieran los síntomas de las plagas, serían trasladados a hospitales especializados en plagas. Los hospitales de la peste incluyeron un hospital temporal en la estación de policía de Kennedy Town (conocido como el "Kennedy Town Hospital", inaugurado el 14 de mayo) y el barco hospitalario Hygeia (en chino:ン之家), dirigido por personal del Hospital Nethersole.
Cuando los pacientes fueron trasladados de acuerdo con la política del Hospital Tung Wah a Hygeia, estallaron violentas protestas en la ciudad. El Hospital Tung Wah había sido un hospital de buena reputación en la comunidad china. Practicaba la medicina china y era visto como un símbolo de la independencia china en una ciudad colonial. Así, el hospital fue atacado por la comunidad china cuando permitieron que los pacientes fueran trasladados a hospitales de peste. En un momento dado, los médicos tuvieron que portar pistolas para protegerse. Los disturbios condujeron al establecimiento de un hospital temporal de plagas en las fábricas de vidrio de Kennedy Town, conocido como el "Glassworks Hospital" el 21 de mayo. Este hospital sería tripulado por personal del Hospital Tung Wah. A los pacientes se les ofreció una elección entre el Hospital Glassworks y los hospitales de plagas con personal europeo. Los pacientes de mayoría china eligieron abrumadoramente el Hospital Glassworks. El hospital rápidamente se convirtió en hacinamiento y las condiciones sanitarias empeoraron. El 8 de junio, también se instaló otro hospital temporal en un depósito de cerdos inacabado, conocido como el "Hospital del Matadero", nuevamente tripulado por personal del Hospital Tung Wah, con la esperanza de aliviar la situación en el Hospital Glassworks.
Cuando el medicamento chino ofrecido por el Hospital Glassworks resultó ineficaz, y las condiciones del hospital continuaron empeorando, fue cerrado el 16 de junio, y sus pacientes fueron trasladados a Guangzhou o al Hospital Slaughterhouse. Posteriormente, se instaló un "New Glassworks Hospital" en el lugar, esta vez atendido por médicos europeos de los hospitales Alice Memorial y Nethersole. En julio, se estableció un hospital en Lai Chi Kok cerca de un cementerio, pero no recibió ningún paciente. Esto se atribuyó a que los chinos se negaron a ser ingresados en el hospital, ya que sentían que "estaban seguros de morir". Hygeia fue utilizada más tarde sólo para albergar pacientes europeos, euroasiáticos y japoneses.

### Recesión económica
La plaga vio un éxodo masivo de trabajadores chinos afectados por el pánico de vuelta a China, causando una recesión económica significativa en la ciudad. El North-China Herald señaló que "no es la plaga de la que están volando, ya que van al nido en Cantón desde donde [la plaga] llegó a Hong Kong. Parecen estar huyendo de las medidas sanitarias adoptadas en Hong Kong". Algunos buscaban un entierro apropiado en terrenos chinos. En el apogeo de la plaga, unas 1000 personas salían de Hong Kong diariamente. En mayo y junio, se estimó que entre 80 000 y 90 000 chinos, de una población de 200 000 habitantes, abandonaron la isla de Hong Kong. Los propietarios de hongs se fueron a China, dejando los negocios a los cuidadores, ralentizando las operaciones comerciales. La colonia sufrió una grave escasez de mano de obra. Le siguió la inflación, con un aumento de los precios de los alimentos del 30% al 50%. Como los visitantes de Hong Kong tuvieron que ser puestos en cuarentena, el comercio entre Hong Kong y China fue diezmado. En junio, Robinson informó al Secretario de Estado para las Colonias Lord Ripon que "sin exagerar puedo afirmar que en lo que respecta al comercio y el comercio, la plaga ha asumido la importancia de una calamidad sin exposición".

### Reanudación de tierras

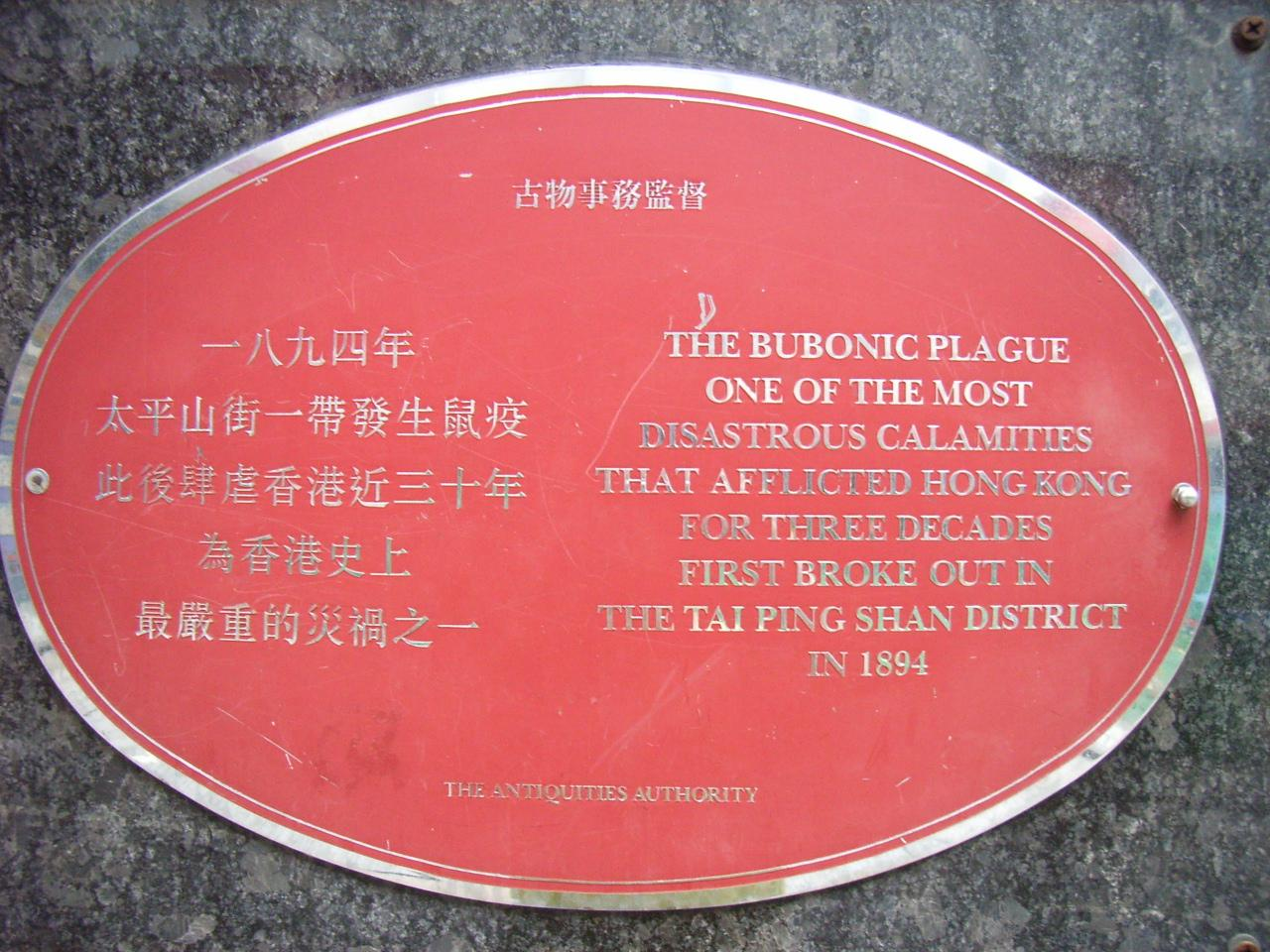
Una placa en blake garden conmemorando la pandemia

El pasado 31 de mayo, un estatuto elaborado por la Junta de Sanidad permitía el desalojo y cierre de viviendas consideradas no aptas para la vivienda. Las casas en las calles de Kau Yu Fong (chino:九如坊), Sin Hing Lee (chino:善慶里), Nga Choi Hong (chino:芽菜巷) y Mei Lun Lee (chino:美侖里) fueron demolidos, y se erigió un muro de ladrillo que rodea esas áreas.
En septiembre de 1894, se aprobó la Ordenanza de Reanudación de Taipingshan, permitiendo la expropiación de un área de unas 10 hectáreas en el distrito de Taipingshan. El área representó el 50% de los casos, y 385 casas en la zona fueron destruidas. Alrededor de 7000 habitantes fueron desplazados. El área estaba amurallado, y los guardias estaban estacionados para evitar que los residentes reingresen. Esta drástica medida exigía, como lo describió Robinson, "la destrucción y reconstrucción de una décima parte de Hong Kong".
La reconstrucción comenzó a finales de 1895 y duró hasta 1898. Se mejoraron los sistemas de drenaje y se instalaron balcones para una mejor ventilación. Un área fue marcada para la construcción de un Instituto Bacteriológico. También se construyó un parque público. Fue nombrado Blake Garden en honor al entonces gobernador Henry Arthur Blake. Hoy, una placa se encuentra en el parque, conmemorando la epidemia mortal.

### Fin de la plaga de 1894
En el pico de la plaga de 1894, los ingresos hospitalarios promediaban 80 al día y la muerte alcanzaba un máximo de más de 100 por día. Taipingshan no fue la única zona afectada por la peste. Áreas como Bowrington (ahora entre Wan Chai y Causeway Bay), Sai Ying Pun, Shek Tong Tsui y Kennedy Town vieron más muertes que Taipingshan. A nivel internacional, los buques de vapor de Hong Kong llevaron el bacilo a todos los principales puertos marítimos del mundo, incluyendo a la India.
La plaga disminuyó con la llegada del clima frío, en el invierno de 1894.

### Endémico
En 1895, sólo se notificaron 44 casos, pero la peste regresó fuertemente en 1896, afectando principalmente a los chinos en el distrito de Taipingshan. Una vez más disminuyó en invierno, y regresó casi anualmente a partir de entonces. La peste duró hasta 1929, cuando se registraron los últimos casos.

### Estadísticas
En total, entre 1894 y 1929, hubo más de 24 000 casos con una tasa de mortalidad de más del 90%. Entre 1894 y 1923, hubo 21 867 casos y 20 489 muertes, con una tasa de mortalidad del 93.7%. En 1894 no había ninguna ley para hacer cumplir la notificación de las muertes. Las mujeres sufrieron una tasa de mortalidad más alta que los hombres, probablemente debido a su papel como cuidadoras de los enfermos.
| Año  | Casos | Muerte      | Muertes por peste chinas por cada 1.000 | Muertes por peste no chinas por cada 1.000 | Tasa de mortalidad china | Tasa de mortalidad no china | Tasa total de mortalidad |
| ---- | ----- | ----------- | --------------------------------------- | ------------------------------------------ | ------------------------ | --------------------------- | ------------------------ |
| 1894 | 2,500 | 2,317       | 10.84                                   | 3.82                                       | 95.88                    | 68.33                       | 92.7                     |
| 1895 | 44    | No conocido | 0.15                                    | 0.00                                       | 83.72                    | 0.00                        | No conocido              |
| 1896 | 1,205 | 1,078       | 4.51                                    | 2.63                                       | 90.49                    | 65.96                       | 89.5                     |
| 1897 | 22    | No conocido | 0.08                                    | 0.00                                       | 90.48                    | 0.00                        | No conocido              |
| 1898 | 1,320 | 1,175       | 4.75                                    | 3.39                                       | 90.51                    | 64.47                       | 89.0                     |
| 1899 | 1,486 | 1,434       | 5.85                                    | 1.35                                       | 97.11                    | 67.74                       | 96.5                     |
| 1900 | 1,082 | 1,034       | 4.10                                    | 0.98                                       | No conocido              | No conocido                 | 95.5                     |
| 1901 | 1,750 | 1,666       | 5.73                                    | 2.81                                       | 93.34                    | No conocido                 | 95.2                     |

## Investigación sobre la causa de la enfermedad
Al comienzo del brote, se desconocía el agente de la peste. Aunque la teoría del germen estaba ganando atención en la década de 1880, el círculo médico del Reino Unido todavía estaba profundamente influenciado por la teoría del miasma. Por ejemplo, la decisión del gobierno colonial de colocar pacientes en barcos y demoler casas fue, en parte, influenciada por la teoría del miasma. Lowson especuló sobre el origen de la enfermedad ya que "el veneno probablemente se desarrolla a partir de condiciones atmosféricas debajo de las casas en ciertos distritos, y que es causado simplemente por la pobreza y la suciedad. En el sentido ordinario, la enfermedad no es infecciosa ni contagiosa".
Tampoco se comprobó el medio de transmisión, que ahora se sabe que es la pulga de rata oriental. Durante varios años, se había aceptado ampliamente que la infección era a través del tracto gastrointestinal a través de alimentos contaminados. Antes de 1901, no se hicieron esfuerzos para eliminar ratas y cadáveres de ratas, ya que no había consenso sobre su papel en la transmisión de la plaga. En 1895, Lowson escribió que "la cuestión de la infección de ratas antes de la epidemia que se notaba en los seres humanos se ha hecho demasiado".

### Descubrimientos de bacilos de peste
El 12 de junio de 1894, el bacteriólogo japonés Kitasato Shibasaburō llegó a Hong Kong para investigar la plaga. El 14 de junio, Kitasato descubrió que el bacilo, ahora conocido como Yersinia pestis, esa fue la causa directa de la peste. Sin embargo, dudaba de su importancia, ya que la autopsia se realizó 11 horas después de la muerte. Su hallazgo fue reportado por Lowson, quien había apoyado el trabajo de Kitasato, a The Lancet. Su informe fue publicado una semana después, el 25 de agosto. Después del descubrimiento de Kitasato, Lowson revirtió su posición y adoptó la teoría del germen.
Casi al mismo tiempo, el 15 de junio, el bacteriólogo franco-suizo Alexandre Yersin, miembro del Instituto Pasteur que trabaja en Saigón, llegó a Hong Kong. Fue enviado allí para investigar el brote. A diferencia de Kitasato, Lowson no ofreció apoyo a Yersin, ya que Lowson consideraba a Francia un competidor colonial de Gran Bretaña en Asia Oriental. En el hospital, Yersin encontraría todos los cadáveres reservados para Kitasato. Sólo fue capaz de obtener especímenes después de sobornar a marineros ingleses responsables de deshacerse de los cuerpos de las víctimas de la peste. Yersin descubrió el bacilo el 23 de junio. A pesar de que Kitasato hizo el descubrimiento anterior, la descripción de Kitasato carecía de precisión y el informe plagado de dudas y confusión. La opinión de los expertos dio crédito a Yersin. El hecho de que Kitasato tenía prisa por publicar su obra fue considerado por algunos como la razón de la imprecisión.
El bacteriólogo japonés Aoyama Tanemichi e Ishigami Toru (en japonés: 石神亨) también llegaron con Kitasato como sus asistentes. El 28 de junio, dos semanas después de su llegada, fueron infectados por la peste y fueron enviados a Hygeia. En 1895, Aoyama escribió un informe criticando la identificación errónea de Kitasato del bacilo.
A pesar de que los medios de transmisión aún no estaban determinados, Yersin también encontró que el bacilo estaba presente en el roedor, así como en la enfermedad humana, subrayando así los posibles medios de transmisión. Después de que se entendiera el papel de las ratas en la propagación de la peste, el gobierno ofreció dinero para ratas capturadas. Esta política terminó cuando se descubrió que los receptores de ratas habían estado importando ratas de Cantón para obtener una recompensa más alta. Más tarde, se emplearon veneno para ratas, trampas de pegamento y contenedores de eliminación de ratas para ayudar a reducir la población de ratas.
En 1896, Yersin regresó a Hong Kong para probar su suero de peste. Sin embargo, no encontró casos adecuados en los hospitales, y se fue a China para llevar a cabo sus pruebas en Amoy.
El bacilo fue más tarde rebautizado como Yersinia pestis en honor de Yersin.

## Impacto

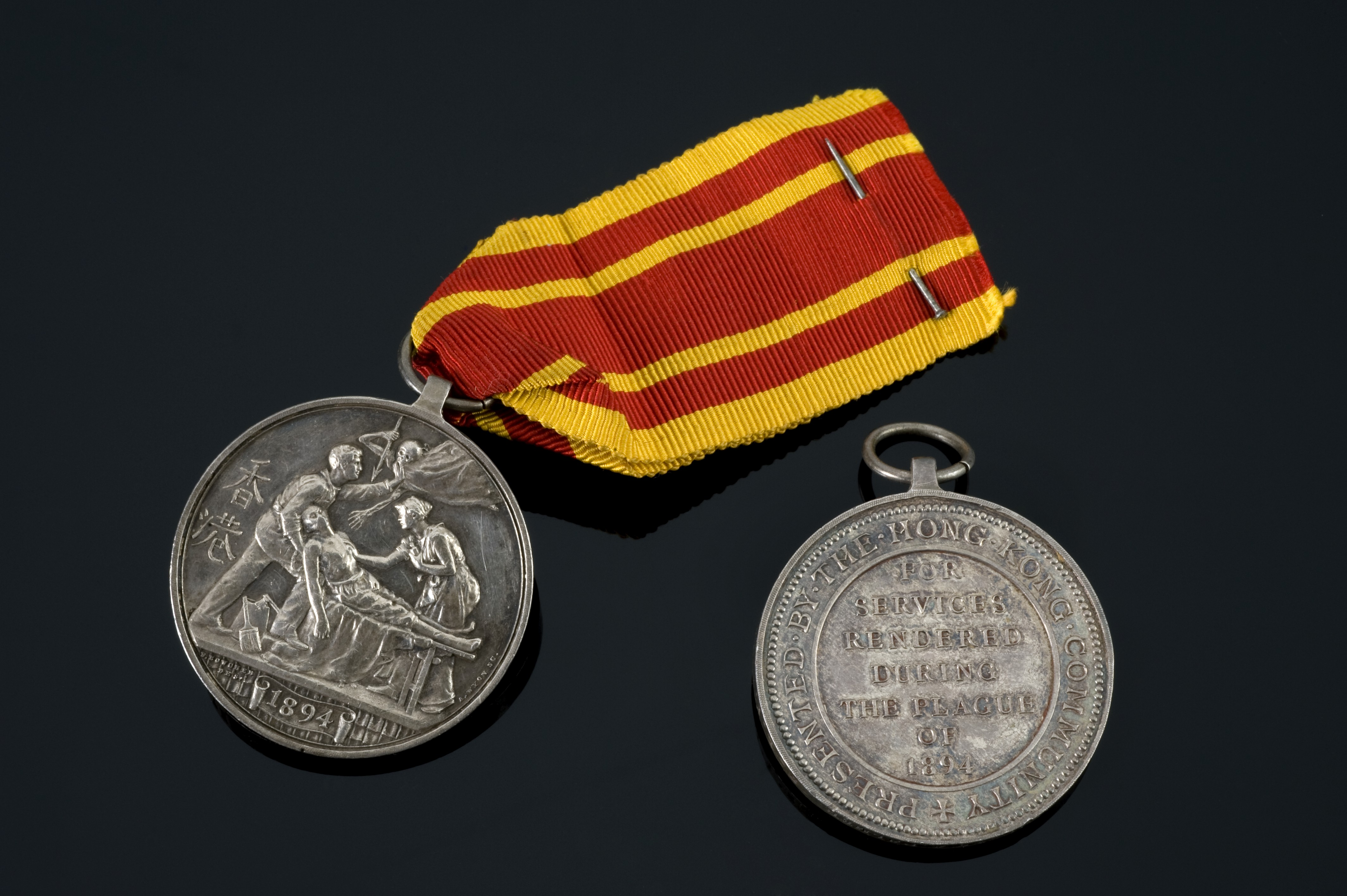
La medalla de la peste de Hong Kong

Algunos historiadores consideran la plaga como el punto de partida de la participación directa del gobierno colonial y la interferencia de la comunidad china de Hong Kong.
La epidemia dio al gobierno la oportunidad de desplazar la medicina china con la medicina occidental. Se superaron los prejuicios sobre la medicina occidental. El Hospital Tung Wah, donde originalmente se practicaba la medicina china, fue considerado en un primer momento una amenaza para la seguridad pública por el gobierno colonial. La plaga permitió al gobierno reformar el hospital. En 1896, se decidió que el hospital continuaría sus operaciones, pero con una mayor supervisión del gobierno. En 1897, el gobierno ordenó que el hospital proporcionara tratamiento occidental. En el mismo año, más del 85 por ciento de los pacientes optaron por el tratamiento chino. El porcentaje disminuyó al 68 por ciento en 1900.
Una medalla de plata fue alcanzada "en honor a aquellos que ayudaron en la limpieza de Tai Ping Shan". En la observación, una escena de la epidemia fue grabada. Al revés estaban las inscripciones "Por los servicios prestados durante la Peste de 1894" y "Presentados por la comunidad de Hong Kong".
En 1903, se aprobó la Ordenanza de Salud Pública y Edificios para mejorar los estándares de alojamiento de los chinos. La ordenanza, que regula los diseños y las condiciones sanitarias de los bloques de viviendas, fue elaborada de acuerdo con las recomendaciones del médico escocés William John Simpson, quien observó la plaga en 1902.
El 15 de marzo de 1906, el Instituto Bacteriológico fue inaugurado cerca de la zona de Taipingshan. Dirigido por el bacteriólogo escocés William Hunter, el instituto se utilizó para exámenes post mortem y bacteriológicos, junto con el desarrollo de vacunas. Ahora es el Museo de Ciencias Médicas de Hong Kong.
Los eventos anuales de limpieza, conocidos como "Limpieza del Medio Ambiente" (chino: 洗太平地), se celebraron hasta principios de la década de 1950.